# Be cool!
『Be cool!（ビー・クール!）』は、日本の歌手グループ、野猿の4枚目のシングル。

## 解説
- 1999年2月24日にエイベックスよりリリースされた。
- フジテレビ系『とんねるずのみなさんのおかげでした』テーマソング。
- 『第50回NHK紅白歌合戦』出場曲。（この曲で、野猿として紅白歌合戦に初出場した。翌年の『第51回NHK紅白歌合戦』には、「Chicken guys」で2年連続での出場を果たしている。）
- この曲のPVは、フジテレビの球体展望室、7F屋上庭園で撮影された。球体展望室での舞台セットは、野猿のメンバーにより作られた。PVの監督は竹石渉。目立ちたがり屋の半田と高久が互いに譲らずケンカに発展する場面がそのままPVに収められている。
- この曲の振り付けは、TRFのSAM・CHIHARU・ETSUが担当した。
- 音楽グループのAAAがアルバム『CCC-CHALLENGE COVER COLLECTION-』にてカバーした楽曲の1つでもある。

## 収録曲
1. Be cool! 
作詞：秋元康、作曲・編曲：後藤次利
1stアルバム『STAFF ROLL』、ベストアルバム『撤収』、エイベックスの通販限定アルバム『abox 〜avex Best Hit Collection〜』に収録
2. We're the "YAEN"
作詞：秋元康・石橋貴明・木梨憲武、作曲・編曲：後藤次利
3. Be cool! -Instrumental-
4. We're the "YAEN" -Instrumental-